# Straßenlauf-Länderkampf der Männer 1956 Österreich – BR Deutschland – Schweiz
| 1. Leichtathletik-Länderkampf mit bundesdeutscher Beteiligung 1956      | 1. Leichtathletik-Länderkampf mit bundesdeutscher Beteiligung 1956 |                     |
| ----------------------------------------------------------------------- | ------------------------------------------------------------------ | ------------------- |
|                                                                         |                                                                    |                     |
| Straßenlauf-Vergleich der Männer: Österreich – BR Deutschland – Schweiz |                                                                    |                     |
| Austragungsort                                                          | Wien                                                               |                     |
| Wettbewerbe                                                             | 1                                                                  |                     |
| Datum                                                                   | 3. Juni 1956                                                       |                     |
| 1. FRG 2. AUT 3. SUI                                                    | 5:05:41 h 5:10:19 h 5:19:43 h                                      |                     |
| Chronik                                                                 |                                                                    |                     |
| ← letzter LK 1955: 00FRG-ITA (M)                                        | DNK-FRG Geher (M) →                                                | DNK-FRG Geher (M) → |

Der erste Vergleich des Länderkampfjahres 1956 wurde wie im Vorjahr in einem Straßenlauf-Wettbewerb gegen die Schweiz und Österreich ausgetragen. Die Teams trafen am 3. Juni in der österreichischen Hauptstadt Wien aufeinander. Auf dem Programm stand wieder ein Rennen über dreißig Kilometer. Auch 1954 hatten die drei Länder ein solches Treffen durchgeführt, das die Bundesrepublik Deutschland vor der Schweiz gewonnen hatte. Im Vorjahr hatte die Schweiz vor Deutschland vorne gelegen. Österreich hatte jeweils Rang drei belegt.

## Wettbewerbe und Modus
Auf dem Programm stand ein Straßenlauf über dreißig Kilometer. In die Wertung kamen die jeweils drei besten Läufer von vier Startern je Nation. Das Resultat ergab sich durch Addition der durch die gewerteten Athleten erzielten Zeiten.

## Ergebnis
In diesem Jahr mussten sich die zuletzt siegreichen Schweizer durch ihre schwächeren Zeiten und Platzierungen mit Rang drei begnügen. Das Rennen gewann zwar ein Österreicher, doch in der Summe der Zeiten reichte das nicht. Die beste Gesamtleistung boten die bundesdeutschen Läufer auf den Rängen zwei, drei und sechs an. Mit gut dreieinhalb Minuten Rückstand erreichten die Österreicher erstmals den zweiten Platz. Etwas mehr als neuneinhalb Minuten dahinter belegte die 1955 siegreiche Schweiz den dritten Rang.

## Legende
Kurze Übersicht zur Bedeutung der Symbolik – so üblicherweise auch in sonstigen Veröffentlichungen verwendet:
| DNF   | nicht im Ziel (did not finish) |
| k. A. | keine Angabe                   |

## Resultate

### 30 km Straßenlauf
| Platz | Athlet          | Land | Zeit (h) |
| ----- | --------------- | ---- | -------- |
| 01    | Adolf Gruber    | AUT  | 1:39:24  |
| 02    | Hans Vollbach   | FRG  | 1:40:38  |
| 03    | Gustav Disse    | FRG  | 1:41:29  |
| 04    | Kurt Rötzer     | AUT  | 1:41:38  |
| 05    | Jules Zehnder   | SUI  | 1:42:54  |
| 06    | Fritz Schöning  | FRG  | 1:43:34  |
| 07    | Hans Studer     | SUI  | 1:48:21  |
| 08    | Arthur Wittwer  | SUI  | 1:48:28  |
| 09    | Heinrich Arians | FRG  | 1:49:07  |
| 10    | Ludwig Jahn     | AUT  | 1:49:17  |
| 11    | Hans Rüdisühli  | SUI  | k. A.    |
| DNF   | Herrmann        | AUT  |          |